# سیارک ۲۵۱۰۵
سیارک ۲۵۱۰۵ (به انگلیسی: 25105 Kimnayeon، نامگذاری:1998RJ52) بیست و پنج هزار و صد و پنجمین سیارک کشف شده‌است که در ۱۴ سپتامبر ۱۹۹۸ کشف شد.
قدر مطلق سیارک برابر ۱۴.۸ است.